# Austrosalpingus corticalis
Austrosalpingus corticalis là một loài bọ cánh cứng trong họ Salpingidae. Loài này được Blackburn miêu tả khoa học năm 1891.